# شون بارك
شون بارك (24 أبريل 1980 في جنوب أفريقيا - ) (بالإنجليزية: Sean Park)‏ هو لاعب كريكت بريطاني. لعب مع Cambridgeshire County Cricket Club ‏.

## وصلات خارجية
- شون بارك على موقع إي آس بي آن كريك إنفو (الإنجليزية)